# Гусляков, Георгий Иванович
Гео́ргий Ива́нович Гусляков (1922, с. Большой Куналей, Тарбагатайский район, Бурятия — 1998) — герой Великой Отечественной войны, механик-водитель танка Т-34 (69-й гвардейский танковый полк, 21-я гвардейская механизированная бригада, 8-й гвардейский механизированный корпус, 1-я гвардейская танковая армия).

## Биография
Родился в селе Большой Куналей Тарбагатайского района Бурятии в семье крестьянина. Русский. Окончил неполную среднюю школу и уехал в Ленинград к родственнику. Работал на военном заводе.
В июле 1941 года вместе с заводом был эвакуирован в Уфу.
В январе 1942 года призван в армию. Направляется в Одесское военно-пехотное училище им. К. Е. Ворошилова (Чистополь). Не доучившись, был отправлен на фронт под Сталинград. Служил в артиллерии наводчиком орудия. В ноябре 1942 года был тяжело ранен, около полугода провёл в госпитале.
Осенью 1943 года был направлен на учёбу в Ульяновск в запасной танковый полк, где получил специальность механика-водителя танков. В ноябре 1943 года попал в 69-й гвардейский танковый корпус 21-й гвардейской механизированной бригады. Участвовал в освобождении Правобережной Украины. В зимних наступательных боях ратный труд механика-водителя Гуслякова был отмечен орденом Отечественной войны II степени и орденом Славы III степени.
Летом 1944 года Георгий Гусляков был представлен к званию Героя Советского Союза. В наградном листе на Георгия Гуслякова о подвиге танкиста говорится:
В боях за город Казатин сержант Гусляков, ворвавшись на своем танке на одну из улиц города, гусеницами подавил до 20 гитлеровцев, 3 мотоцикла, 4 автомашины с пехотой. Всего экипаж уничтожил 2 средних танка, 3 орудия ПТО, миномёт, 3 крупнокалиберных пулемёта и до 100 гитлеровцев.
Однако Гусляков получил только второй орден Отечественной войны II степени.
За участие в боевых действиях в Восточной Пруссии Гусляков получил ещё две награды — орден Славы II степени и третий орден Отечественной войны II степени. В апреле 1945 года Гусляков снова представлен к званию Героя Советского Союза, но на этот раз был награждён орденом Красного Знамени.
Демобилизован в 1947 году. Вернулся в Тарбагатайский район.
Работал заведующим отдела культуры райисполкома, начальником районного комбината бытового обслуживания, председателем колхоза «Авангард».
Указом Президента РБ от 22.04.1996 № 166 был включён в Совет Старейшин при Президенте Республики Бурятия.
Проживал в селе Тарбагатай. Умер в 1998 году.

## Награды
- Герой Российской Федерации (28 февраля 1994) — за мужество и героизм, проявленные в борьбе с немецко-фашистскими захватчиками в Великой Отечественной войне 1941—1945 гг.[1].
- Орден Красного Знамени.
- Орден Отечественной войны 1-й степени, 3 ордена Отечественной войны 2-й степени
- Ордена Славы 2-й и 3-й степени.
- Орден Красной Звезды.
- Медали.

## Память
В 2005 году в селе Большой Куналей был установлен памятник Георгию Ивановичу Гуслякову. Имя героя носит Большекуналейская средняя общеобразовательная школа Тарбагатайского района.